# Катастрофа Ил-12 под Кабанском
Катастрофа Ил-12 под Кабанском — авиационная катастрофа самолёта Ил-12П компании Аэрофлот, произошедшая в четверг 25 августа 1949 года в районе села Кабанск (Бурят-Монгольская АССР) на горе Кабанья, при этом погибли 14 человек.

## Самолёт
Ил-12П с заводским номером 93013514 и серийным 35-14 был совсем новым, так как завод «Знамя Труда» (Москва) выпустил его 27 июня 1949 года, то есть менее чем за два месяца до происшествия. Авиалайнер получил бортовой номер СССР-Л1844 и был передан Главному управлению гражданского воздушного флота, которое в свою очередь направило его изначально в 29-й авиаотряд Международных Воздушных Сообщений. Общая наработка самолёта составляла лишь 92 лётных часа.

## Экипаж
- Командир воздушного судна — Яковлев А. В.
- Второй пилот — Лобачев В. И.
- Бортмеханик — Борщ Е. А.
- Бортрадист — Гуревич В. К.
- Штурман — Яковлев Ф. Я.

## Катастрофа
24 августа самолёт выполнял особый рейс из Алма-Аты в Читу, а на его борту находились 9 пассажиров и 600 килограмм груза. Вечером в 12:58 (16:58 местного времени) лайнер выполнил промежуточную посадку в Красноярске. Так как было уже темно, то экипаж и пассажиры остались здесь на ночёвку. Утром следующего дня в 02:25 Ил-12 вылетел из Красноярска и направился в Читу через Иркутск. Согласно полученному экипажем перед вылетом прогнозу погоды, на трассе Красноярск — Иркутск ожидались сплошные с отдельными прояснениями (7—10 баллов) слоисто-кучевые и кучево-дождевые облака высотой около 600—1000 метров, в которых наблюдалось обледенение, проходящие дожди, сильный северный ветер (15—18 м/с), а видимость до 4—10 километров. В Иркутске при этом ожидалась облачность высотой 200—300 метров, дождь, свежий северо-западный ветер (7—9 м/с) и видимость до 4—10 километров. Эшелон полёта был задан как 2400 метров, но в 02:40 летящий в облаках экипаж связался с Красноярской районной диспетчерской службой и запросил разрешение подняться до 3000 метров, что диспетчер разрешил. В 03:45 с борта Л1844 в Красноярск было доложено, что самолёт пролетел Нижнеудинск в 03:35 и вышел из Красноярской зоны. Затем в 03:52 экипаж перешёл на связь с диспетчерским центром в Иркутске и доложил, что они следуют из Красноярска в Читу на эшелоне 3000 метров и вошли в зону Иркутской районной диспетчерской службы. В ответ диспетчер разрешил вход в зону.
В 04:30, когда Ил-12 следовал на эшелоне 3000 метров, экипаж связался с Иркутском и сообщил, что наблюдается сильное обледенение самолёта, в связи с чем они запрашивают разрешение снизиться до эшелона 2400 метров и следовать на нём с пролётом Иркутска до Читы. Это разрешение было получено. В 04:45 авиалайнер пролетел Иркутск, а в 04:56 экипаж получил прогноз погоды, согласно которому на трассе от Иркутска до Читы ожидалась верхняя и средняя  слоисто-кучевая и слоисто-дождевая облачность 7—10 баллов, в облаках обледенение, северо-западный ветер 11—14 м/с, кратковременный дождь, а видимость до 10 километров. Высота облачности от Иркутска до Улан-Удэ ожидалась 300—600 метров, на участке от Улан-Удэ до Читы — 600—1000 метров. В самой Чите ожидалась слоисто-кучевая и кучевая облачность 5—9 баллов высотой 600—1000 метров, ветер юго-западный 9—12 м/с, в порывах до 15—17 м/с, без осадков, а видимость около 10 километров.
В 05:12 экипаж неожиданно вызвал Иркутск, при этом не говоря о срочности или бедствии. Диспетчер в это время осуществлял связь с другим самолётом, поэтому борту Л1844 было предложено подождать минуту. Однако больше экипаж на связь не выходил. С 05:15 диспетчер предпринял неоднократные попытки вызвать борт Л1844, но все они были безуспешны. В 05:14 (11:14 местного времени) Ил-12, летя на высоте 1200 метров над долиной реки Кабанья в восточном Хамар-Дабане, следовал прямо на одноимённую гору, поэтому начал выполнять правый разворот с креном 10—15°, словно пытаясь уйти от столкновения. Однако затем конец правой консоли крыла вдруг врезался в 14-метровую ель и отрубил её верхушку высотой 3 метра, а через 24 метра уже левая консоль крыла снесла верхушку ещё одной такой же ели. Экипаж попытался набрать высоту, при этом тангаж достигал 30°, но, пролетев всего 32 метра, лайнер опять врезался в дерево левой консолью. От удара у данной консоли отделился кусок длиной 4,2 метра, при этом одновременно левый винт срезал верхушку ещё одной ели, а правая консоль врезалась уже в верхушку третьей ёлки, от чего на правой консоли оторвало обтекатель крыла. Входя в левый крен, Ил-12 промчался на протяжении 189 метров ещё через 5 деревьев, в результате чего полностью разрушилось левое крыло. Продолжая ещё быстрее входить в левый крен, через 414 метров перевернувшийся самолёт врезался в осыпь камней, полностью разрушился и загорелся.
Утром в 07:30 29 августа, то есть через четыре дня, разбившийся самолёт был обнаружен с воздуха в 31 километре южнее села Кабанск (Бурят-Монгольская АССР) на восточном склоне горы Кабанья (высота 1479 метров) на высоте 1350—1400 метров, то есть на 150—200 метров выше от момента первого удара о деревья. Все 14 человек на борту погибли сразу при ударе о гору.

## Причины
В официальном заключении комиссия сделала вывод, что материальная часть, то есть самолёт и все его системы, была исправна. Причина, почему же авиалайнер снизился с высоты 2400 до 1200 метров, так и не была установлена.

## Влияние на политику
Согласно источникам, на самолёте находилась делегация Восточно-Туркестанской Революционной республики, которая направлялась на переговоры с Мао Цзэдуном в Пекин (Китай). Возглавлял её Ахметжан Касыми, который был ярым противником объединения данного региона с Китаем. 
Следующая делегация Восточно-Туркестанской республики, которую возглавлял Сайфутдин Азизов, без особых осложнений согласилась на вхождение Восточно-Туркестанской республики в состав новообразованной Китайской Народной Республики.

### Комментарии
1. ↑  Здесь и далее указано Московское время.